# Alexander von Hagke

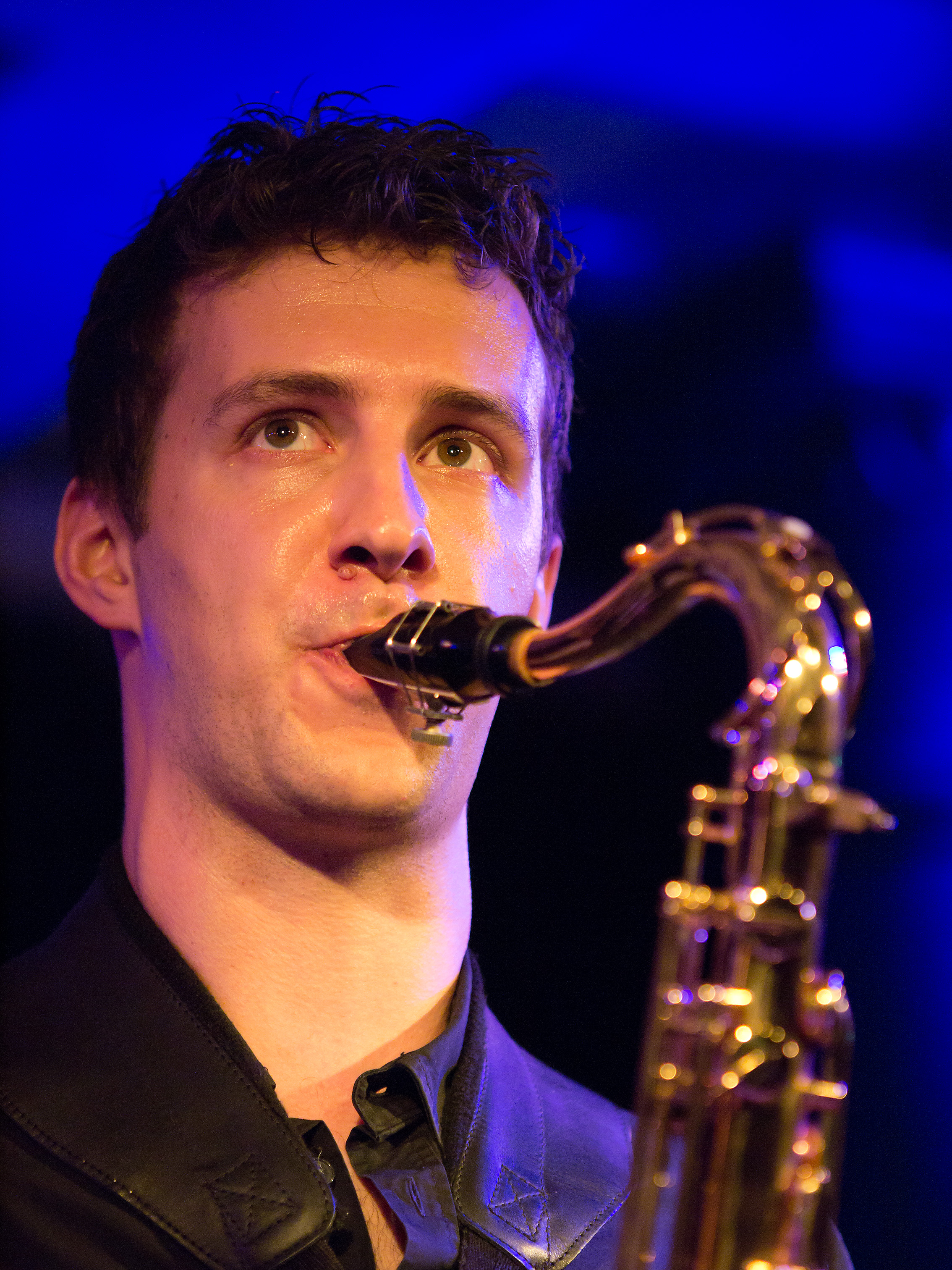
Alexander von Hagke im Jazzclub Unterfahrt (München 2011)

Alexander von Hagke (* 28. November 1975) ist ein deutscher Saxophonist, Klarinettist und Komponist.

## Leben
Hagke studierte Saxophon und Klarinette am Richard-Strauss-Konservatorium in München und am City College of New York bei Rich Perry, Leszek Zadlo und Ivan Mähr.
Er war Mitglied im Landesjugendjazzorchester Bayern sowie von 1997 bis 1999 im Bundesjazzorchester. Außerdem studierte er Mathematik an der Technischen Universität München und verfasste Bücher im IT-Bereich. Er war Bundessieger bei Jugend jazzt und von 2001 bis 2003 Stipendiat der Studienstiftung des deutschen Volkes. Von 2003 bis 2006 arbeitete er als Unternehmensberater bei der Boston Consulting Group.
Hagke konzertiert mit eigenen Ensembles und veröffentlichte CDs mit seinen Kompositionen. Neben Sopran-, Alt-, Tenor- und Baritonsaxophon spielt er auch Klarinette und Querflöte. Er leitet das Klassik-Jazz-Crossover-Quartett Passo Avanti und gehört der Heavy-Metal-Jazz-Band Panzerballett an. Des Weiteren spielte er mit Martin Grubinger, der NDR Bigband, Peter O’Mara u. a. Als klassischer Musiker spielte er mit den Münchner Philharmonikern, der Bayerischen Staatsoper, dem Münchner Rundfunkorchester, dem Münchner Kammerorchester, dem Staatstheater am Gärtnerplatz u. a.
Hagke ist Dozent für Saxophon, Gehörbildung und weiteres an der Berufsschule für Musik in München/Pasing.
2011 erhielt er den Bayerischen Kunstförderpreis in der Sparte Musik.

## Diskographie (Auswahl)
- Dark Wood Suite (enja 2015, mit Alex Jung, Heiko Jung, Bastian Jütte)
- Loreley (enja 2011)
- Fusion Nouvelle (esc 2012, mit Peter O’Mara, Jan Zehrfeld, Heiko Jung, Tommy Eberhardt)
- Passo Avanti – Finest Blend (GLM 2015)
- Passo Aventi – Delikatessen (GLM 2012)